# Fuglevik
Fuglevik este o localitate din comuna Rygge, provincia Østfold, Norvegia, cu o suprafață de 0,29 km² și o populație de 417 locuitori (2013).